# Herman I van Ravensberg
Herman I van Ravensberg (circa 1075/1080 - 1144) was van 1100 tot aan zijn dood graaf van Ravensberg.

## Levensloop
Herman I was de enige zoon van graaf Herman I van Calvelage en diens echtgenote Ethelinde, dochter van graaf Otto van Northeim. Zijn vader stamde af van graaf Herman van Verdun. 
Rond 1100 vestigde Herman zich als graaf van Calvelage in Ravensberg, dat ze in leen van het hertogdom Saksen innamen. Bovendien verwierf hij bezittingen in Ernsland, mogelijkerwijze geërfd van de graven van Zutphen, evenals in Bielefeld, Herford en Halle. Ook had hij het bezit over verschillende gebieden in het prinsbisdom Osnabrück, dat de basis van het graafschap Ravensberg vormde.
Herman was een aanhanger van keizer Lotharius III, die met het huis Hohenstaufen om de macht in het Heilige Roomse Rijk streed. Ook voerde hij vetes met het graafschap Schwalenberg, de heerlijkheid Lippe, het graafschap Arnsberg, het graafschap Tecklenburg, het prinsbisdom Osnabrück, het prinsbisdom Münster en het klooster van Herford. Deze waren er gekomen door volledig verweven bezits- en rechtsverhoudingen, wat de geschiedenis van het huis Ravensberg-Calvelage zou bepalen. 

## Huwelijk en nakomelingen
Herman I was gehuwd met Judith, dochter van graaf Otto II van Zutphen. Ze kregen volgende kinderen:
- Otto I (overleden in 1170), graaf van Ravensberg
- Hendrik, graaf van Ravensberg
- Hedwig, huwde in 1140 met Gerard I van Henegouwen, graaf van Dale